# الملاكمة في الألعاب الأولمبية الصيفية 2020
ستقام منافسات الملاكمة في الألعاب الأولمبية الصيفية 2020 في طوكيو في الفترة من 24 يوليو إلى 8 أغسطس 2021 في Ryōgoku Kokugikan. في 22 مايو 2019، أعلنت اللجنة الأولمبية الدولية (IOC) عن تجريد الاتحاد الدولي للملاكمة (AIBA) من حق تنظيم البطولة، بسبب «قضايا في مجالات المالية والحوكمة والأخلاق والتحكيم والحكام». وبدلاً من ذلك، سيتم تنظيم الملاكمة من قبل فريق عمل خاص بقيادة موريناري واتانابي، رئيس الاتحاد الدولي للجمباز.

## شكل المنافسة
في 23 مارس 2013، أجرت AIBA تغييرات كبيرة على طريقة التنافس. إن بطولة العالم للملاكمة، وهي دوري فرق AIBA للمحترفين أي بطولة AIBA Pro للملاكمة، والتي تتكون من المحترفين الذين يوقعون عقودًا لمدة 5 سنوات مع الاتحاد الدولي للملاكمة ويتنافسون على بطاقات المحترفين التي تسبق البطولة، توفر أيضًا مسارًا للمحترفين الجدد للاحتفاظ بأهليتهم الأولمبية و الاحتفاظ بعلاقات مع اللجان الوطنية. كما أن إلغاء غطاء الرأس واعتماد نظام تسجيل النقاط «يجب أن يكون 10 نقاط» يوضّح الترسيم بين شكل الهواة والشكل الاحترافي.
تم تخفيض عدد فئات الوزن للرجال من 10 إلى 8، مع زيادة مماثلة لفئات الوزن للنساء من 3 إلى 5. أكدت اللجنة الأولمبية الدولية حدود الوزن لجميع الفئات الثلاثة عشر في 19 يونيو 2019.
سيشارك الرجال في مباريات من فئات الوزن الثمانية التالية:
- وزن الذبابة (52 كجم)
- وزن الريشة (57 كجم)
- وزن الخفيف (63 كجم)
- وزن الوسط (69 كجم)
- وزن المتوسط (75 كجم)
- وزن خفيف الثقيل (٨١ كجم)
- وزن الثقيل (91 كجم)
- وزن فوق الثقيل (+91 كجم)

ستتنافس السيدات في مباريات من فئات الوزن الخمسة التالية:
- وزن الذبابة (51كلغ)
- وزن الريشة (57كلغ)
- وزن الخفيف (60كلغ)
- وزن الوسط (69كلغ)
- وزن المتوسط (75كلغ)

## معايير التأهيل
سُمح لكل لجنة أولمبية وطنية بدخول ما يصل إلى رياضي واحد في كل حدث. تم حجز ستة أماكن (أربعة رجال وامرأتان) للدولة المضيفة اليابان ، بينما تم تخصيص ثمانية أماكن أخرى (خمسة رجال وثلاث نساء) للجنة الدعوة الثلاثية.
سيتم تخصيص جميع الأماكن الأخرى من خلال أربع أحداث تأهيل قارية للأولمبياد (واحدة لكل من إفريقيا والأمريكيتين وآسيا / أوقيانوسيا وأوروبا) بين يناير وأبريل 2020، تليها حدث التأهل الأولمبي العالمي في مايو 2020 للمراكز الأولمبية الوطنية بدون ملاكم مؤهل في فئات الوزن المقابلة.

## الدول المشاركة
- الجزائر (8)
- أنتيغوا وباربودا (1)
- الأرجنتين (4)
- أرمينيا (3)
- أستراليا (5)
- أذربيجان (5)
- البحرين (1)
- بيلاروس (4)
- بوتسوانا (2)
- البرازيل (7)
- بلغاريا (3)
- بوروندي (1)
- الكاميرون (3)
- كندا (5)
- الرأس الأخضر (1)
- الصين (6)
- كولومبيا (6)
- كرواتيا (2)
- كوبا (7)
- جمهورية الكونغو الديمقراطية (4)
- جمهورية الدومينيكان (7)
- الإكوادور (4)
- مصر (2)
- السلفادور (1)
- إسواتيني (1)
- فنلندا (1)
- فرنسا (6)
- جورجيا (3)
- ألمانيا (3)
- غانا (3)
- بريطانيا العظمى (11)
- غيانا (1)
- هايتي (1)
- المجر (1)
- الهند (9)
- إيران (2)
- جزيرة أيرلندا (7)
- إيطاليا (4)
- جامايكا (1)
- اليابان (5)
- الأردن (5)
- كازاخستان (9)
- كينيا (4)
- كوسوفو (1)
- موريشيوس (2)
- المكسيك (3)
- منغوليا (3)
- المغرب (7)
- موزمبيق (2)
- ناميبيا (1)
- هولندا (2)
- نيوزيلندا (1)
- بنما (1)
- بابوا غينيا الجديدة (1)
- بيرو (2)
- الفلبين (4)
- بولندا (4)
- بورتوريكو (1)
- رومانيا (2)
- فريق الرياضيين الأولمبيين اللاجئين في الألعاب الأولمبية (2)
- روسيا (11)
- ساموا (2)
- صربيا (1)
- سلوفاكيا (1)
- الصومال (1)
- كوريا الجنوبية (2)
- إسبانيا (4)
- السويد (2)
- تايبيه الصينية (4)
- طاجيكستان (3)
- تايلاند (5)
- ترينيداد وتوباغو (1)
- تونس (2)
- تركيا (6)
- أوغندا (3)
- أوكرانيا (5)
- الولايات المتحدة (10)
- أوزبكستان (11)
- فنزويلا (4)
- فيتنام (2)
- زامبيا (3)

## جدول المسابقة
```
[
8
]
[
9
]
```

| R32 | دور الـ 32 | R16 | دور الـ 16 | QF | الدور ربع النهائي | سادس | نصف النهائي | F | نهائي |

| Date                 | Jul 24 | Jul 24 | Jul 25 | Jul 25 | Jul 26 | Jul 26 | Jul 27 | Jul 27 | Jul 28 | Jul 28 | Jul 29 | Jul 29 | Jul 30 | Jul 30 | Jul 31 | Jul 31 | Aug 1 | Aug 1 | Aug 2 | Aug 2 | Aug 3 | Aug 3 | Aug 4 | Aug 4 | Aug 5 | Aug 5 | Aug 6 | Aug 6 | Aug 7 | Aug 7 | Aug 8 | Aug 8 |
| Event                | A      | E      | A      | E      | A      | E      | A      | E      | A      | E      | A      | E      | A      | E      | A      | E      | A     | E     | A     | E     | A     | E     | A     | E     | A     | E     | A     | E     | A     | E     | A     | E     |
| -------------------- | ------ | ------ | ------ | ------ | ------ | ------ | ------ | ------ | ------ | ------ | ------ | ------ | ------ | ------ | ------ | ------ | ----- | ----- | ----- | ----- | ----- | ----- | ----- | ----- | ----- | ----- | ----- | ----- | ----- | ----- | ----- | ----- |
| رجال وزن الذبابة     |        |        |        |        | R32    | R32    |        |        |        |        |        |        |        |        | R16    | R16    |       |       |       |       | QF    | QF    |       |       | SF    |       |       |       | F     |       |       |       |
| رجال وزن الريشة      | R32    | R32    |        |        |        |        |        |        | R16    | R16    |        |        |        |        |        |        | QF    | QF    |       |       | SF    | SF    |       |       | F     |       |       |       |       |       |       |       |
| رجال وزن الخفيف      |        |        | R32    | R32    |        |        |        |        |        |        |        |        |        |        | R16    | R16    |       |       |       |       | QF    | QF    |       |       |       |       | SF    |       |       |       | F     |       |
| رجال وزن الوسط       | R32    | R32    |        |        |        |        | R16    | R16    |        |        |        |        | QF     | QF     |        |        | SF    | SF    |       |       |       | F     |       |       |       |       |       |       |       |       |       |       |
| رجال وزن المتوسط     |        |        |        |        | R32    | R32    |        |        |        |        | R16    | R16    |        |        |        |        | QF    | QF    |       |       |       |       |       |       | SF    |       |       |       | F     |       |       |       |
| رجال وزن خفيف الثقيل |        |        | R32    | R32    |        |        |        |        | R16    | R16    |        |        | QF     | QF     |        |        | SF    | SF    |       |       |       |       | F     |       |       |       |       |       |       |       |       |       |
| رجال وزن الثقيل      | R32    |        |        |        |        |        | R16    | R16    |        |        |        |        | QF     | QF     |        |        |       |       |       |       | SF    | SF    |       |       |       |       | F     |       |       |       |       |       |
| رجال وزن فوق الثقيل  |        | R32    |        |        |        |        |        |        |        |        | R16    | R16    |        |        |        |        | QF    | QF    |       |       |       |       | SF    |       |       |       |       |       |       |       | F     |       |
| سيدات وزن الذبابة    |        |        | R32    | R32    |        |        |        |        |        |        | R16    | R16    |        |        |        |        | QF    | QF    |       |       |       |       | SF    |       |       |       |       |       | F     |       |       |       |
| سيدات وزن الريشة     | R32    | R32    |        |        | R16    | R16    |        |        | QF     | QF     |        |        |        |        | SF     | SF     |       |       |       |       | F     |       |       |       |       |       |       |       |       |       |       |       |
| سيدات وزن الخفيف     |        |        |        |        |        |        | R32    | R32    |        |        |        |        | R16    | R16    |        |        |       |       |       |       | QF    | QF    |       |       | SF    |       |       |       |       |       | F     |       |
| سيدات وزن الوسط      | R32    |        |        |        |        |        | R16    | R16    |        |        |        |        | QF     | QF     |        |        |       |       |       |       |       |       | SF    |       |       |       |       |       | F     |       |       |       |
| سيدات وزن المتوسط    |        |        | R32    |        |        |        |        |        | R16    | R16    |        |        |        |        | QF     | QF     |       |       |       |       |       |       |       |       |       |       | SF    |       |       |       | F     |       |

## ملخص الميداليات

### جدول الميداليات
*   البلد المضيف ( اليابان)| المرتبة | فريق                                                                     | ذهبية | فضية | برونزية | المجموع |
| ------- | ------------------------------------------------------------------------ | ----- | ---- | ------- | ------- |
| 1       | كوبا                                                                     | 3     | 0    | 1       | 4       |
| 2       | بريطانيا العظمى                                                          | 1     | 2    | 2       | 5       |
| 3       | خطأ لوا في وحدة:Country_alias على السطر 165: Invalid country alias: OCR. | 1     | 1    | 4       | 6       |
| 4       | تركيا                                                                    | 1     | 1    | 0       | 2       |
| 5       | اليابان*                                                                 | 1     | 0    | 2       | 3       |
| 6       | البرازيل                                                                 | 1     | 0    | 1       | 2       |
| 7       | بلغاريا                                                                  | 1     | 0    | 0       | 1       |
| 8       | الفلبين                                                                  | 0     | 2    | 1       | 3       |
| 9       | الولايات المتحدة                                                         | 0     | 1    | 1       | 2       |
| 10      | الصين                                                                    | 0     | 1    | 0       | 1       |
| 10      | أوكرانيا                                                                 | 0     | 1    | 0       | 1       |
| 12      | كازاخستان                                                                | 0     | 0    | 2       | 2       |
| 13      | نيوزيلندا                                                                | 0     | 0    | 1       | 1       |
| 13      | أذربيجان                                                                 | 0     | 0    | 1       | 1       |
| 13      | الهند                                                                    | 0     | 0    | 1       | 1       |
| 13      | هولندا                                                                   | 0     | 0    | 1       | 1       |
| 13      | أرمينيا                                                                  | 0     | 0    | 1       | 1       |
| 13      | غانا                                                                     | 0     | 0    | 1       | 1       |
| 13      | إيطاليا                                                                  | 0     | 0    | 1       | 1       |
| 13      | تايبيه الصينية                                                           | 0     | 0    | 1       | 1       |
| 13      | أستراليا                                                                 | 0     | 0    | 1       | 1       |
| 13      | تايلاند                                                                  | 0     | 0    | 1       | 1       |
| 13      | فنلندا                                                                   | 0     | 0    | 1       | 1       |
| 13      | جزيرة أيرلندا                                                            | 0     | 0    | 1       | 1       |
| المجموع | المجموع                                                                  | 9     | 9    | 26      | 44      |

### الحاصلون على الميداليات

#### رجال
| Event           | الذهبية | الفضية | البرونزية |
| --------------- | --- | --- | --- |
| وزن الذبابة     | جلال يافعي · بريطانيا العظمى | كارلو بالام ‏ · الفلبين | ساكن بيبوسينوف · كازاخستان |
| وزن الذبابة     | جلال يافعي · بريطانيا العظمى | كارلو بالام ‏ · الفلبين | Ryomei Tanaka · اليابان |
| وزن الريشة      | ألبرت باتيرغازيف [[ملف:خطأ لوا في وحدة:Country_alias على السطر 165: Invalid country alias: OCR.\|23x15px\|حدود\|alt=\|link=]] [[خطأ لوا في وحدة:Country_alias على السطر 165: Invalid country alias: OCR. في الألعاب الأولمبية الصيفية 2020\|خطأ لوا في وحدة:Country_alias على السطر 165: Invalid country alias: OCR.]] | Duke Ragan · الولايات المتحدة | لازارو ألفاريز · كوبا |
| وزن الريشة      | ألبرت باتيرغازيف [[ملف:خطأ لوا في وحدة:Country_alias على السطر 165: Invalid country alias: OCR.\|23x15px\|حدود\|alt=\|link=]] [[خطأ لوا في وحدة:Country_alias على السطر 165: Invalid country alias: OCR. في الألعاب الأولمبية الصيفية 2020\|خطأ لوا في وحدة:Country_alias على السطر 165: Invalid country alias: OCR.]] | Duke Ragan · الولايات المتحدة | Samuel Takyi · غانا |
| وزن الخفيف      | | | هوفهانز باكوف · أرمينيا |
| وزن الخفيف      | Harry Garside · أستراليا | | |
| وزن الوسط       | رونيل إغليسياس · كوبا | بات ماكورماك · بريطانيا العظمى | أندريه زامكوفوي [[ملف:خطأ لوا في وحدة:Country_alias على السطر 165: Invalid country alias: OCR.\|23x15px\|حدود\|alt=\|link=]] [[خطأ لوا في وحدة:Country_alias على السطر 165: Invalid country alias: OCR. في الألعاب الأولمبية الصيفية 2020\|خطأ لوا في وحدة:Country_alias على السطر 165: Invalid country alias: OCR.]] |
| وزن الوسط       | رونيل إغليسياس · كوبا | بات ماكورماك · بريطانيا العظمى | Aidan Walsh · جزيرة أيرلندا |
| وزن المتوسط     | Hebert Conceição · البرازيل | أولكسندر خيزنياك · أوكرانيا | Gleb Bakshi [[ملف:خطأ لوا في وحدة:Country_alias على السطر 165: Invalid country alias: OCR.\|23x15px\|حدود\|alt=\|link=]] [[خطأ لوا في وحدة:Country_alias على السطر 165: Invalid country alias: OCR. في الألعاب الأولمبية الصيفية 2020\|خطأ لوا في وحدة:Country_alias على السطر 165: Invalid country alias: OCR.]]     |
| وزن المتوسط     | Hebert Conceição · البرازيل | أولكسندر خيزنياك · أوكرانيا | أومير مارسيال ‏ · الفلبين |
| وزن خفيف الثقيل | أرلين لوبيز · كوبا | بنيامين ويتاكر · بريطانيا العظمى | لورين ألفونسو · أذربيجان |
| وزن خفيف الثقيل | أرلين لوبيز · كوبا | بنيامين ويتاكر · بريطانيا العظمى | Imam Khataev [[ملف:خطأ لوا في وحدة:Country_alias على السطر 165: Invalid country alias: OCR.\|23x15px\|حدود\|alt=\|link=]] [[خطأ لوا في وحدة:Country_alias على السطر 165: Invalid country alias: OCR. في الألعاب الأولمبية الصيفية 2020\|خطأ لوا في وحدة:Country_alias على السطر 165: Invalid country alias: OCR.]]    |
| وزن الثقيل      | خوليو سيزار لا كروز · كوبا | مسلم غادجيماغوميدوف [[ملف:خطأ لوا في وحدة:Country_alias على السطر 165: Invalid country alias: OCR.\|23x15px\|حدود\|alt=\|link=]] [[خطأ لوا في وحدة:Country_alias على السطر 165: Invalid country alias: OCR. في الألعاب الأولمبية الصيفية 2020\|خطأ لوا في وحدة:Country_alias على السطر 165: Invalid country alias: OCR.]] | آبنر تيشيرا · البرازيل |
| وزن الثقيل      | خوليو سيزار لا كروز · كوبا | مسلم غادجيماغوميدوف [[ملف:خطأ لوا في وحدة:Country_alias على السطر 165: Invalid country alias: OCR.\|23x15px\|حدود\|alt=\|link=]] [[خطأ لوا في وحدة:Country_alias على السطر 165: Invalid country alias: OCR. في الألعاب الأولمبية الصيفية 2020\|خطأ لوا في وحدة:Country_alias على السطر 165: Invalid country alias: OCR.]] | David Nyika · نيوزيلندا |
| وزن فوق الثقيل  | | | Frazer Clarke · بريطانيا العظمى |
| وزن فوق الثقيل  | كامشيبيك كونكاباييف · كازاخستان | | |

#### سيدات
| الألعاب     | الذهبية | الفضية                      | البرونزية                             |
| ----------- | --- | --------------------------- | ------------------------------------- |
| وزن الذبابة | ستويكا كراستيفا · بلغاريا | بوسة ناز جاكر أوغلو · تركيا | Tsukimi Namiki · اليابان              |
| وزن الذبابة | ستويكا كراستيفا · بلغاريا | بوسة ناز جاكر أوغلو · تركيا | Huang Hsiao-wen · تايبيه الصينية      |
| وزن الريشة  | سينا إيري · اليابان | نيثي بيتيشيو · الفلبين      | Karriss Artingstall · بريطانيا العظمى |
| وزن الريشة  | سينا إيري · اليابان | نيثي بيتيشيو · الفلبين      | Irma Testa · إيطاليا                  |
| وزن الخفيف  | |                             | Sudaporn Seesondee · تايلاند          |
| وزن الخفيف  | Mira Potkonen · فنلندا |                             |                                       |
| وزن الوسط   | بوسة ناز سورمنيلي · تركيا | Gu Hong · الصين             | Lovlina Borgohain · الهند             |
| وزن الوسط   | بوسة ناز سورمنيلي · تركيا | Gu Hong · الصين             | Oshae Jones · الولايات المتحدة        |
| وزن المتوسط | |                             | نوشكا فونتين · هولندا                 |
| وزن المتوسط | Zemfira Magomedalieva [[ملف:خطأ لوا في وحدة:Country_alias على السطر 165: Invalid country alias: OCR.\|23x15px\|حدود\|alt=\|link=]] [[خطأ لوا في وحدة:Country_alias على السطر 165: Invalid country alias: OCR. في الألعاب الأولمبية الصيفية 2020\|خطأ لوا في وحدة:Country_alias على السطر 165: Invalid country alias: OCR.]] |                             |                                       |